# Hollins Green
Hollins Green – wieś w Anglii, w hrabstwie ceremonialnym Cheshire, w dystrykcie (unitary authority) Warrington. Leży 38 km na północny wschód od miasta Chester i 264 km na północny zachód od Londynu.